# ʿAbdallāh ibn at-Taiyib
Abū l-Faradsch ʿAbdallāh ibn at-Taiyib (arabisch أبو الفرج عبد الله بن الطيّب, DMG Abū l-Faraǧ ʿAbd Allāh b. aṭ-Ṭayyib, Nisba al-ʿIrāqī; † Oktober 1043) war ein nestorianischer Philosoph, Arzt, Priester, Theologe und Autor. Er praktizierte Medizin in Bagdad und schrieb auf Arabisch über dieses Fachgebiet ebenso wie über griechische Philosophie, Theologie und Kirchenrecht. Seine Bibelexegese gehört zu den einflussreichsten Werken dieser Art in arabischer Sprache. Ferner übersetzte er syrische Werke ins Arabische.

## Leben
ʿAbdallāh ibn at-Taiyib wurde vermutlich im Irak geboren und studierte Medizin und wohl auch Philosophie unter Ibn al-Chammar. In Bagdad, wo er hauptsächlich lebte, hatte sich eine Gelehrtenschule gebildet, die das Erbe der antiken griechischen Philosophie, insbesondere jene des Aristoteles, pflegte. Medizinstudenten sollten auch fundierte Kenntnisse über Aristoteles und Platon erwerben. ʿAbdallāh ibn at-Taiyib war einer der letzten Vertreter dieser Tradition. Im Anschluss an seine Hochschulausbildung lehrte und praktizierte er im Hospital al-ʿAdūdīya in Bagdad, das vom Emir Adud ad-Daula gegründet worden war. Zu seinen Schülern zählten Christen wie Muslime, insbesondere Ibn Butlan, Ali ibn Isa und Abu l-Husayn al-Basri. Für seine medizinische Laufbahn sind vor allem die Angaben des syrischen Arztes und Biographen Ibn Abī Usaibiʿa bedeutsam.
Neben seiner ärztlichen Tätigkeit und Beschäftigung mit Philosophie sowie seinem vielseitigen literarischen Schaffen war ʿAbdallāh ibn at-Taiyib Patriarchatssekretär des ostsyrischen Katholikos Yūhannā ibn Nāzūk (amtierte ca. 1012–1020). Später leitete er jene Synode, in der Elias I. zum neuen Katholikos gewählt wurde. Letzterer übte dieses Amt von 1028 bis 1049 aus, und ʿAbdallāh ibn at-Taiyib wirkte auch als dessen Sekretär. In dieser Eigenschaft approbierte er 1028 das apologetische Buch der Sitzungen des ostsyrischen Metropoliten Elias von Nisibis. Er starb laut Gregorius Bar-Hebraeus im Oktober 1043 und wurde in der Kapelle des Klosters Dayr Durtā bestattet.

## Werke
ʿAbdallāh ibn at-Taiyib verfasste ausschließlich auf Arabisch mehr als 40 Werke über griechische Philosophie, Medizin, Theologie und Kirchenrecht. Auf dem Gebiet der Philosophie schrieb er Kommentare zu den logischen Schriften des Aristoteles sowie eine – heute verlorene – Erklärung zu dessen Metaphysik. Auch die Isagoge des Porphyrios kommentierte er in einer eigenen Abhandlung. Ferner schrieb er Lehr- und Erläuterungsschriften zu naturwissenschaftlichen und medizinischen Werken des Hippokrates und Galenos.
Auf dem Sektor der Theologie gehört zu seinen bedeutendsten Werken der als Paradies der Christenheit betitelte umfangreiche Bibelkommentar, der laut dem Orientalisten Georg Graf das größte exegetische Sammelwerk der christlich-arabischen Literatur darstellt. Von dieser Schrift existieren im Vatikan zwei aus dem 13./14. Jahrhundert stammende Handschriften. Erhalten blieben auch von ʿAbdallāh ibn at-Taiyib verfasste Kommentare zu den Psalmen und den vier Evangelien. Er schrieb zahlreiche weitere theologische Werke, so einen Traktat über die Trinität und die Einzigartigkeit und auf dem Gebiet der Moraltheologie einen Traktat über die Buße. Zum Bereich des Kirchenrechts gehört seine Gesetzessammlung Recht der Christenheit. ʿAbdallāhs Werke wirkten auf die syrischen Kirchen nach, beeinflussten aber auch die koptische und äthiopische Theologie.

### Recht der Christenheit(arabischFiqh an-Nasrānīya)
Das von ʿAbdallāh ibn at-Taiyib verfasste Werk Recht der Christenheit stellt eine Sammlung von weltlichen Gesetzen und kirchlichen Rechtsvorschriften der ostsyrischen nestorianischen Kirche dar. Der Verfasser stellte es auf der Grundlage alter syrischer Kanones-Sammlungen und Rechtskompendien zusammen, die er ins Arabische übersetzte. Von der Schrift gibt es nur wenige lückenhafte Handschriften, vor allem ein im Vatikan aufbewahrtes Manuskript, das im 13. Jahrhundert erstellt wurde.
Der erste Hauptteil des Werks trägt den Titel Synodikon und enthält in chronologischer Folge im Wortlaut die von diversen Synoden und anderen religiösen Autoritäten verfügten kirchenrechtlichen Verordnungen. Zuerst wurden die 30 „Gesetze“ der Apostel aufgeführt, doch sind sie nicht überliefert, da die maßgebliche Handschrift hier eine Lücke aufweist. Anschließend folgen Kanones bedeutender Kirchenversammlungen wie der im Jahr 314 abgehaltenen Synode von Ankyra und des Konzils von Nicäa. Sodann finden sich u. a. 14 Kanones des Papstes Damasus I. sowie 27 Kanones des Konzils von Chalcedon, das 451 stattfand. Im weiteren Verlauf des ersten Teils werden „Kanones des Ostens“ präsentiert, d. h. kirchenrechtliche Vorschriften ostsyrischer Synoden und nestorianischer Patriarchen. Auch Auszüge aus Gesetzen, die den oströmischen Kaisern Konstantin I. und Leo I. zugeschrieben wurden, sind inkludiert.
Der zweite Hauptteil des Werks, dessen Anfang wiederum in der maßgeblichen erhaltenen Handschrift fehlt, ordnet die Rechtsvorschriften nach sachlichen Kriterien systematisch an. Als Vorlage diente ʿAbdallāh ibn at-Taiyib die umfangreichere Gesetzessammlung des im 9. Jahrhundert lebenden Metropoliten Gabriel von Basra, die er aber stofflich erweiterte. So nahm er für seine Zeit aktuelle Rechtsbestimmungen des Metropoliten ʿAbdīšō bar Bahrīz von Mossul (um 1028) ebenfalls auf. In einem Abschnitt dieses Teils des Werks beschäftigt sich der Verfasser mit weltlichen Rechtssatzungen u. a. zur Heirat und Scheidung, zum Erbrecht, Schuld- und Prozessrecht sowie zu Urkunden. Anschließend bringt er kirchliche Rechtsvorschriften, zunächst liturgische Verordnungen u. a. zu Gebeten, Fasten und Totenbestattung, sodann Vorschriften über die Rangordnung des Klerus, wobei er auch auf die für in China, Indien und Äthiopien wirkenden nestorianischen Geistlichen geltenden Satzungen eingeht. Des Weiteren führt er die einschlägigen Kanones über die Vorbereitung, Weihe und Amtspflichten von Bischöfen und niedrigeren Klerikern an, ferner Vorschriften über die Einrichtung und Verwaltung von Armen- und Krankenhäusern sowie Schulen. Am Schluss des Werks finden sich noch mehrere Anhänge. Es übte später großen Einfluss auf die Rechtssammlung des Metropoliten Abdiso bar Brika aus.
Ausgabe: W. Hoenerbach, O. Spies: Ibn aṭ-Ṭayyib, Fiqh al-naṣrānīya, mit deutscher Übersetzung, in: Corpus Scriptorum Christianorum Orientalium (CSCO), Bände 161–162 und 167–168. Löwen 1956–57.